# Дахлет Нуадибу
Дахлет Нуадибу (на арабски: ولاية داخلت نواذيبو; правопис по американската система BGN: Dakhlet Nouadhibou) е една от областите на Мавритания. Разположена е в западната част на страната, граничи със Западна Сахара и има излаз на Атлантическия океан. Площта на Дахлет Нуадибу е 22 300 км², а населението, според изчисления от юли 2019 г., 145 900 души. Главен град на областта е Нуадибу. Дахлет Нуадибу включва само един департамент. На територията на областта е разположена мавританската част от полуостров Кабо Бланко.